# Chennegy
Chennegy je francouzská obec v departementu Aube v regionu Grand Est. V roce 2012 zde žilo 440 obyvatel.

## Sousední obce
Bercenay-en-Othe, Bucey-en-Othe, Estissac, Maraye-en-Othe, Saint-Mards-en-Othe, Vauchassis, Villemoiron-en-Othe

## Vývoj počtu obyvatel
Počet obyvatel